# Lodewijk Bosch van Rosenthal
Lodewijk Hendrik Nicolaas Frederik Marie Bosch ridder van Rosenthal (Zutphen, 21 januari 1914 – Ede, 13 november 2004) was een Nederlands verzetsstrijder tijdens de Tweede Wereldoorlog. Na de oorlog werd hij burgemeester.
Bosch van Rosenthal groeide op in een gezin van een zoon en twee dochters. Zijn vader was de bestuurder en burgemeester Lodewijk Hendrik Nicolaas Bosch van Rosenthal en zijn moeder Jonkvrouwe Gertrude Anna Pauw van Wieldrecht. Hij studeerde in Leiden. In 1939 trad hij uit het bestuur van Vereeniging Oud-Leiden wegens het beëindigen van zijn studie.
Bosch van Rosenthal was actief in het verzet. Hij woonde in Den Haag ten tijde van de oorlog en had intensieve contacten aan het eind van de oorlog en daarna tijdens de wederopbouwperiode met Prins Bernhard. Na de oorlog ontving hij het Verzetsherdenkingskruis en van de Amerikaanse regering op 21 november 1946 de Medal of Freedom with Bronze Palm.
Van februari 1947 tot mei 1972 was hij burgemeester van Rhenen en in 1961 is hij daarnaast ook nog waarnemend burgemeester van de gemeenten Amerongen en Leersum geweest.
Bosch van Rosenthal was sinds 1946 gehuwd met jonkvrouwe Jacoba Maria Arnoldina den Tex.